# Charmy Bee
Charmy Bee is een jonge antropomorfe bij. Hij is altijd hyperactief, wil veel dingen tegelijk doen, en gedraagt zich behoorlijk onvolwassen. Charmy kan op grote snelheid rennen, maar zijn primaire manier van transport is vliegen.